# 克卜勒世界巡迴演唱會

《克卜勒世界巡迴演唱會》是新加坡女歌手孫燕姿第四次個人大型巡迴演唱會，自2014年2月14日於台北小巨蛋揭開序幕。耗资超過六千万台币打造舞台，震撼乐坛。此次巡演是其歷次巡演中規模最大的一次，歷時17個月，踏遍亞洲25座城市，舉辦28場演出，總動員人數高達82余萬人次，創華語樂壇中生代女歌手巡演之最。 

## 場次信息
| 时间           | 城市     | 國家或地區 | 場館                       | 動員人數/上座 | 備註                                                                                                   |
| 第一階段       | 第一階段 | 第一階段   | 第一階段                   | 第一階段      | 第一階段                                                                                               |
| -------------- | -------- | ---------- | -------------------------- | ------------- | --- |
| 2014年2月14日  | 台北     | 臺灣       | 台北小巨蛋                 | 2.2萬/爆滿    | 台北兩場開票46分鐘全線售罄                                                                             |
| 2014年2月15日  | 台北     | 臺灣       | 台北小巨蛋                 | 2.2萬/爆滿    | 特別來賓：許美靜 歌曲：城裡的月光、遺憾                                                                |
| 2014年4月19日  | 上海     | 中国大陆   | 上海體育場                 | 4萬/爆滿      | 提前兩個月全線售罄                                                                                     |
| 2014年4月27日  | 廣州     | 中国大陆   | 天河體育場                 | 3.5萬/爆滿    | 提前兩周全線售罄，加開一看台再次售罄，創廣州演出史上單日票房紀錄（600萬）                              |
| 2014年5月17日  | 廈門     | 中国大陆   | 廈門體育中心體育場         | 3萬/爆滿      | |
| 2014年5月31日  | 天津     | 中国大陆   | 天津奧林匹克體育中心體育場 | 5萬/爆滿      | 全線售罄                                                                                               |
| 2014年6月21日  | 重慶     | 中国大陆   | 重慶市奧林匹克體育中心     | 5萬/爆滿      | |
| 2014年6月28日  | 成都     | 中国大陆   | 成都市體育中心             | 4萬/爆滿      | 全線售罄，創女歌手成都開唱動員人數新紀錄                                                               |
| 2014年7月5日   | 新加坡   | 新加坡     | 新加坡国家体育场           | 2.5萬/爆滿    | 全線售罄，首位在此場館開唱的藝人                                                                       |
| 2014年7月12日  | 北京     | 中国大陆   | 工人體育場                 | 3.8萬/爆滿    | 提前3個月全線售罄（新千年女歌手同場地首次），缺貨登記近萬，首日票房過千萬                              |
| 2014年7月24日  | 香港     | 香港       | 紅磡體育館                 | 3.5萬/爆滿    | 開票19分鐘三場全線售罄，票價創國語女歌手紅館開唱最高 特別來賓：張學友 歌曲：你最珍貴、她來聽我的演唱會 |
| 2014年7月25日  | 香港     | 香港       | 紅磡體育館                 | 3.5萬/爆滿    | 特別來賓：杜德偉 歌曲：不走、震                                                                        |
| 2014年7月27日  | 香港     | 香港       | 紅磡體育館                 | 3.5萬/爆滿    | 特別來賓：莫文蔚 歌曲：愛、忽然之間、透視                                                              |
| 2014年8月30日  | 鄭州     | 中国大陆   | 河南省體育中心體育場       | 3.5萬/9成     | 遭遇年度鄭州最大暴雨                                                                                   |
| 2014年9月13日  | 武漢     | 中国大陆   | 新華路體育場               | 3萬/爆滿      | 全線售罄，創女歌手武漢同場地開唱動員人數新紀錄.                                                        |
| 2014年9月20日  | 杭州     | 中国大陆   | 黃龍體育中心體育場         | 3.5萬/9.1成+  | |
| 2014年10月11日 | 西安     | 中国大陆   | 陝西省體育場               | 3.5萬/9成+    | |
| 2014年10月18日 | 南京     | 中国大陆   | 五臺山體育場               | 2.5萬/9成+    | |
| 2014年10月25日 | 福州     | 中国大陆   | 福建省體育中心體育場       | 3萬/8成       | 創女歌手福州開唱動員人數新紀錄.                                                                        |
| 2014年12月20日 | 吉隆坡   | 马来西亚   | 武吉加里爾室內體育館       | 1.2萬/9.9成+  | 原定于同年8月16日，但因马航事件而展延 开场嘉宾：Fuying&Sam 歌曲：保持聯繫、分開以後                    |
| 第二階段       |          |            |                            |               | |
| 2015年3月28日  | 深圳     | 中国大陆   | 深圳灣體育中心“春蠶”體育場 | 2.5萬/9.8成+  | |
| 2015年4月11日  | 常州     | 中国大陆   | 常州奧體中心新城體育場     | 3萬/ 爆满     | |
| 2015年4月25日  | 長沙     | 中国大陆   | 賀龍體育場                 | 3.5萬/ 9.8成+ | |
| 2015年5月16日  | 貴陽     | 中国大陆   | 貴陽市奧林匹克體育中心     | 4萬/ 9.8成+   | |
| 2015年5月30日  | 南寧     | 中国大陆   | 廣西體育中心體育場         | 3萬/9.7成+    | 由於身體健康原因，未演唱Act 4与安可曲目。                                                              |
| 2015年6月13日  | 青島     | 中国大陆   | 國信體育中心體育場         | 3.5萬/9.8成+  | 青岛站庆出道15周年                                                                                     |
| 2015年6月27日  | 大連     | 中国大陆   | 大連體育中心體育場         | 3.5萬/9成+    | 首位女歌手在此場館開唱                                                                                 |
| 2015年7月11日  | 澳門     | 澳門       | 金光綜藝館                 | 1.2萬/9.8成+  | 克卜勒巡演最终站                                                                                       |

## 演唱曲目
Act 1
1. 天黑黑
2. 難得一見
3. 奔
4. 綠光

Act 2
1. 夢不落
2. 我懷念的
3. 隨堂測驗
4. 濃眉毛
5. 逆光

Act 3
1. Leave
2. 無限大
3. 第一天
4. 我要的幸福
5. 當冬夜漸暖
6. The Moment

Act 4
1. 天使的指紋
2. 逃亡
3. 另一張臉
4. 愛情的花樣
5. 自然
6. Leave me alone
7. 神奇

Act 5
1. 克卜勒
2. 我的愛
3. 隱形人
4. 我也很想他
5. 愛從零開始
6. 開始懂了
7. 愛情證書
8. 我不難過
9. 遇見

安可
1. 天黑黑【台北第二場演唱】

Act 1
1. 天黑黑
2. 難得一見
3. 奔
4. 綠光

Act 2
1. 夢不落
2. 我懷念的
3. 濃眉毛【自新加坡站起更改為《祝你開心》】
4. 隨堂測驗
5. 逆光

Act 3
1. Leave
2. 無限大
3. 第一天
4. 尚好的青春
5. The Moment

- 馬來西亞站此節加唱《Hand In My Pocket》

Act 4
1. 天使的指紋
2. 逃亡
3. 另一張臉【香港第三場未演唱此曲】
4. 愛情的花樣
5. 自然
6. Leave me alone
7. 神奇

Act 5
1. 克卜勒
2. 我的愛
3. 隱形人【新加坡站為《We Will Get There》】
4. 我也很想他【部分場次為《我不愛》】
5. 愛從零開始【重慶站為《懂事》】【新加坡站為《One United People》】【西安、南京、福州站為《同類》】【馬來西亞站為《Have Yourself a Merry Little Christmas》】
6. 開始懂了
7. 愛情證書
8. 我不難過
9. 遇見

安可
1. 我要的幸福

- 鄭州站在《我要的幸福》之前額外加唱《雨還是不停地落下》，福州站則加唱《風箏》。
- 香港站第三場在《我要的幸福》之後額外加唱《天黑黑》。

Act 1
1. 天黑黑
2. 難得一見
3. 奔
4. 綠光

Act 2
1. 完美的一天/空口言 Medley
2. 我懷念的
3. 超快感/茉莉花 Medley
4. 逆光

- 澳門站此節加唱《Sweet Child O' Mine》

Act 3
1. 接下來
2. 無限大
3. 第一天
4. 尚好的青春
5. 風箏

Act 4
1. 眼淚成詩
2. 逃亡
3. 另一張臉
4. 愛情的花樣
5. 自然
6. Leave me alone
7. 神奇

Act 5
1. 克卜勒
2. 我的愛
3. 隱形人
4. 我也很想他
5. 天使的指紋
6. 開始懂了
7. 愛情證書
8. 我不難過
9. 遇見

安可
1. Radio
2. 我要的幸福

- 青島站、大連站在《我要的幸福》之前額外加唱《The Moment》，澳門站則加唱《橄欖樹》，獻給自己的父親。
- 因燕姿身體不適，南寧站未能演唱Act 4与安可曲目。

## 外部連結
- 孫燕姿 Kepler克卜勒世界巡迴演唱會 官方網站（页面存档备份，存于）
- 《Kepler克卜勒世界巡迴演唱會》 CF（页面存档备份，存于）